# Сариарка — Степи і озера Північного Казахстану
Сари-Арка — Степи і озера Північного Казахстану — перший природний об'єкт Світової спадщини в Казахстані та Центральній Азії. Внесений до списку 7 липня 2008 року на 32-й сесії Комітету всесвітньої спадщини в Квебеку, Канада.
Об'єкт складається з двох заповідників, розташованих у степовій зоні Казахстану, — Коргалжинського і Наурзумського, загальною площею 450 344 га. Об'єкт включає в себе дві групи озер з прісною і солоною водою, розташованих на вододілі, відділяє річки, що течуть на північ до Арктики і на південь — до Арало-іртишського басейну та є важливими місцями зупинок для мільйонів перелітних птахів, щорічно мігруючих з Африки, Індії і південної Європи до місць гніздування в Західному і Східному Сибіру. Ці водно-болотні угіддя підтримують популяції глобально загрозливих видів, таких як стерх, рожевий фламінго, кречетка, орлан-білохвіст, савка, кучерявий пелікан та ін. 200 тис. га степу, які увійшли до складу об'єкта, є місцем проживання більше половини видів степової флори регіону, а також антилопи сайгака.